# شاموني ثماني التغضن
شاموني ثماني التغضن (الاسم العلمي: Chamonixia octorugosa) هو نوع من الفطريات يتبع جنس الشاموني من الفصيلة البوليطية.